# Championnat du Bénin de football 2021-2022
Navigation
Édition précédente Édition suivante
La saison 2021-2022 du Championnat du Bénin de football est la quarante-deuxième édition de la Ligue 1, le championnat national de première division au Bénin. Le tenant du titre est le Loto-Popo FC.

## Déroulement de la saison
Le championnat se déroule suivant les mêmes modalités que la saison 2020-2021.
Les 34 équipes de la saison passée sont rejoints par deux promus portant le nombre de participants à 36 équipes. Elles sont réparties dans 4 groupes régionaux, les quatre premiers de poule se qualifient pour la Super Ligue Pro, qui déterminera le champion du Bénin et les qualifications pour les compétitions continentales.
Le Coton Sport FC Ouidah termine à la première place et remporte son premier titre de champion. Les Buffles du Borgou terminent deuxième et donc vice-champion de cette saison.

## Participants
- équipes de Ligue 1 en 2019-2020 : 
  - Association sportive Dragons Football Club de l'Ouémé
  - Association Sportive Tonnerre Football Club de Bohicon
  - Ayema FC
  - Panthères Football Club
  - Réal Sports de Parakou Football Club
  - Énergie Sport Football Club
  - Jeunesse athlétique de Cotonou est renommé JA Kétou
  - Association sportive du port autonome de Cotonou
  - Buffles du Borgou Football Club
  - Union Sportive Seme Kraké est renommé AS Sobemap
  - Loto-Popo FC
  - Béké Football Club
  - Dynamo Unacob Football Club
  - Jeunesse Sportive de Pobè
  - AS de la Vallée de l'Ouémé Football Club
  - Université Polytechnique Internationale
- équipes de Ligue 2 en 2019-2020 : 
  - AS Takunnin de Kandi
  - AS Cavaliers
  - Dynamique FC
  - Tanéka FC est renommé Coton Sport FC
  - Espoir FC Savalou
  - Dynamo FC d'Abomey
  - Dadjè FC
  - Damissa FC
  - Hodio FC
  - AS Cotonou
  - Adjidja FC
  - Requins de l'Atlantique Football Club
  - Eternel FC est renommé OFMAS-SAD FC
  - AS Police
  - Soleil Football Club
  - AS Oussou Saka
  - Avrankou Omnisport
  - Djeffa FC
- Promus en 2021
  - Sitatunga FC
  - US Baboni

## Compétition
Le classement est établi sur le barème de points suivant : victoire à 3 points, match nul à 1, défaite à 0.

### Classement Zone A
| Rang | Équipe                    | Pts | J  | G | N | P  | Bp | Bc | Diff |
| ---- | ------------------------- | --- | -- | - | - | -- | -- | -- | ---- |
| 1    | Buffles du Borgou         | 31  | 16 | 9 | 4 | 3  | 24 | 11 | +13  |
| 2    | Béké FC                   | 30  | 16 | 9 | 3 | 4  | 22 | 12 | +10  |
| 3    | Panthères de Djougou      | 30  | 16 | 8 | 6 | 2  | 17 | 10 | +7   |
| 4    | AS Cavaliers              | 30  | 16 | 9 | 3 | 4  | 22 | 16 | +6   |
| 5    | Damissa FC                | 28  | 16 | 8 | 4 | 4  | 14 | 10 | +4   |
| 6    | AS Takunnin de Kandi      | 21  | 16 | 6 | 3 | 7  | 17 | 21 | -4   |
| 7    | Réal Sports de Parakou FC | 13  | 16 | 3 | 4 | 9  | 10 | 19 | -9   |
| 8    | Dynamo FC Parakou         | 9   | 16 | 2 | 3 | 11 | 14 | 25 | -11  |
| 9    | Dynamique FC              | 7   | 16 | 1 | 4 | 11 | 8  | 24 | -16  |

|  | Qualification pour la Super Ligue Pro |

### Classement Zone B
| Rang | Équipe             | Pts | J  | G  | N | P  | Bp | Bc | Diff |
| ---- | ------------------ | --- | -- | -- | - | -- | -- | -- | ---- |
| 1    | Dadjè FC           | 32  | 16 | 10 | 2 | 4  | 22 | 15 | +7   |
| 2    | Espoir FC Savalou  | 31  | 16 | 9  | 4 | 3  | 20 | 11 | +9   |
| 3    | Dynamo FC d'Abomey | 30  | 16 | 9  | 3 | 4  | 23 | 11 | +12  |
| 4    | Loto-Popo FC T     | 28  | 16 | 8  | 4 | 4  | 23 | 14 | +9   |
| 5    | AS Tonnerre FC     | 20  | 16 | 5  | 5 | 6  | 12 | 17 | -5   |
| 6    | Hodio FC           | 18  | 16 | 5  | 3 | 8  | 12 | 17 | -5   |
| 7    | Soleil FC          | 16  | 16 | 4  | 4 | 8  | 15 | 20 | -5   |
| 8    | Énergie Sport FC   | 15  | 16 | 4  | 3 | 9  | 12 | 22 | -10  |
| 9    | US Baboni P        | 11  | 16 | 3  | 2 | 11 | 4  | 16 | -12  |

|  | Qualification pour la Super Ligue Pro |
|  | P Promu                               |

### Classement Zone C
| Rang | Équipe                                  | Pts | J  | G  | N | P  | Bp | Bc | Diff |
| ---- | --------------------------------------- | --- | -- | -- | - | -- | -- | -- | ---- |
| 1    | Coton Sport FC                          | 38  | 16 | 12 | 2 | 2  | 31 | 14 | +17  |
| 2    | AS Cotonou                              | 25  | 16 | 7  | 4 | 5  | 18 | 10 | +8   |
| 3    | Eternel FC                              | 23  | 16 | 6  | 5 | 5  | 14 | 10 | +4   |
| 4    | Adjidja FC                              | 22  | 16 | 6  | 4 | 6  | 16 | 15 | +1   |
| 5    | AS Port Autonome Cotonou                | 21  | 16 | 5  | 6 | 5  | 15 | 15 | 0    |
| 6    | Université Polytechnique Internationale | 19  | 16 | 4  | 7 | 5  | 13 | 19 | -6   |
| 7    | Requins de l'Atlantique                 | 18  | 16 | 5  | 3 | 8  | 14 | 17 | -3   |
| 8    | Sitatunga FC P                          | 18  | 16 | 3  | 9 | 4  | 11 | 15 | -4   |
| 9    | AS Police                               | 11  | 16 | 3  | 2 | 11 | 11 | 28 | -17  |

|  | Qualification pour la Super Ligue Pro |
|  | P Promu                               |

### Classement Zone D
| Rang | Équipe                        | Pts | J  | G | N | P  | Bp | Bc | Diff |
| ---- | ----------------------------- | --- | -- | - | - | -- | -- | -- | ---- |
| 1    | Ayema FC                      | 33  | 16 | 9 | 6 | 1  | 25 | 11 | +14  |
| 2    | AS de la Vallée de l'Ouémé FC | 29  | 16 | 7 | 8 | 1  | 14 | 6  | +8   |
| 3    | Djeffa FC                     | 25  | 16 | 6 | 7 | 3  | 15 | 12 | +3   |
| 4    | Jeunesse Sportive de Pobè     | 24  | 16 | 7 | 3 | 6  | 16 | 14 | +2   |
| 5    | AS Sobemap                    | 23  | 16 | 6 | 5 | 5  | 20 | 15 | +5   |
| 6    | AS Dragons de l'Ouémé         | 22  | 16 | 7 | 1 | 8  | 15 | 12 | +3   |
| 7    | JA Kétou                      | 20  | 16 | 5 | 5 | 6  | 18 | 20 | -2   |
| 8    | AS Porto Novo                 | 16  | 16 | 4 | 4 | 8  | 10 | 20 | -10  |
| 9    | Avrankou Omnisport            | 3   | 16 | 0 | 3 | 13 | 7  | 30 | -23  |

|  | Qualification pour la Super Ligue Pro |

### Super Ligue Pro
Les quatre premiers de chaque zone sont qualifiés pour la Super Ligue Pro. Les clubs d'une même zone ne se rencontrent pas lors de la Superligue.
| Rang | Équipe                        | Pts | J  | G  | N | P  | Bp | Bc | Diff |
| ---- | ----------------------------- | --- | -- | -- | - | -- | -- | -- | ---- |
| 1    | Coton Sport FC                | 49  | 24 | 15 | 4 | 5  | 33 | 17 | +16  |
| 2    | Buffles du Borgou             | 47  | 24 | 13 | 8 | 3  | 31 | 12 | +19  |
| 3    | Loto-Popo FC T                | 47  | 24 | 14 | 5 | 5  | 27 | 12 | +15  |
| 4    | Espoir FC Savalou             | 46  | 24 | 14 | 4 | 6  | 34 | 21 | +13  |
| 5    | AS de la Vallée de l'Ouémé FC | 43  | 24 | 12 | 7 | 5  | 31 | 17 | +14  |
| 6    | Dynamo FC d'Abomey            | 42  | 24 | 13 | 3 | 8  | 33 | 27 | +6   |
| 7    | Ayema FC                      | 36  | 24 | 9  | 9 | 6  | 27 | 24 | +3   |
| 8    | AS Cotonou                    | 33  | 24 | 9  | 6 | 9  | 29 | 22 | +7   |
| 9    | Dadjè FC                      | 32  | 24 | 8  | 8 | 8  | 25 | 21 | +4   |
| 10   | Panthères de Djougou          | 30  | 24 | 7  | 9 | 8  | 22 | 29 | -7   |
| 11   | Djeffa FC                     | 27  | 24 | 8  | 3 | 13 | 17 | 26 | -9   |
| 12   | Béké FC                       | 24  | 24 | 6  | 6 | 12 | 15 | 26 | -11  |
| 13   | JS Pobe                       | 21  | 24 | 5  | 6 | 13 | 28 | 43 | -15  |
| 14   | AS Cavaliers                  | 21  | 24 | 6  | 6 | 12 | 23 | 40 | -17  |
| 15   | Eternel FC                    | 20  | 24 | 5  | 5 | 14 | 14 | 27 | -13  |
| 16   | Adjidja FC                    | 12  | 24 | 2  | 6 | 16 | 14 | 39 | -25  |

|  | Qualification pour la Ligue des champions de la CAF 2022-2023 |
|  | Qualification pour la Coupe de la confédération 2022-2023     |
|  | P Promu                                                       |

## Bilan de la saison
| Championnat du Bénin de football 2021-2022 |                                   |
| Champion                                   | Coton Sport FC Ouidah (1er titre) |
| Qualifications continentales               |                                   |
| Ligue des champions de la CAF 2022-2023    | Coton Sport FC Ouidah             |
| Coupe de la confédération 2022-2023        | Buffles du Borgou                 |
| Promotions et relégations                  |                                   |
| Promus en Ligue 1                          | Bani Gansè FC                     |
| Promus en Ligue 1                          | JS Ouidah                         |
| Relégués en Ligue 2                        | US Baboni                         |
| Relégués en Ligue 2                        | AS Oussou Saka                    |